# Johann Georg Hiedler
Johann Georg Hiedler (28. september 1792 – 1857) er den mand, som efter sin død er blevet antaget som far til Alois Hitler og dermed farfar til Adolf Hitler. Men faderskabet er endnu ikke sikkert fastslået.

## Liv
Johann Georg Hiedler var søn af Martin Hiedler (17. november 1762 – 10. januar 1829) og Anna Maria Goschl (23. august 1760 – 7. december 1854). Han giftede sig for første gang i 1824. Konen døde dog efter barsel fire år efter. I 1842 giftede han sig med Maria Anna Schicklgruber, og blev dermed stedfar til hendes femårige søn Alois, født udenfor  ægteskab. 
Sandsynligvis var Hiedler far til Alois; men efter brylluppet adopterede han ikke drengen, som skikken ellers var, og Alois voksede op med sin mors pigenavn. Hun døde i 1847, og dermed forsvandt Johann Hiedler. Først henved 30 år senere dukkede han op i byen Weitra i en alder af 84 år. Nu var han gået over til at stave sit efternavn Hitler, og 6. juni 1876 afgav han erklæring til notaren i tre vidners nærvær om, at han var far til Alois Schicklgruber. Hvorfor han havde ventet så længe med den indrømmelse, fremgår ikke af dokumenterne. Han skal dog have betroet en bekendt, at det blev gjort for at få udbetalt en arv efter møllerens bror, som han havde boet hos i sin opvækst. Sognepræsten i Döllersheim fik så erklæringen oversendt, og 23. november samme år strøg han navnet "Alois Schicklgruber" ud, og skrev i stedet "Alois Hitler".

## Den jødiske forbindelse
Tre mænd er anført som mulig farfar til Adolf Hitler. Den ene er hendes mors mand Johann Hiedler, som jo også - meget forsinket - påtog sig faderskabet. Den anden er hans bror, Johann Nepomuk Hiedler. Alois voksede nemlig op hjemme hos ham. Den tredje er en jøde, hvis eksistens aldrig har ladt sig bekræfte.
Hans Frank påstod, da han sad i arrest i 1945, at Maria Anna Schicklgruber havde været kogekone hos en jødisk familie Frankenberger i Graz, og at familiens søn betalte hende børnebidrag fra Alois' fødsel til han var 14 år. Adolf Hitler skulle altså have været kvartjøde. Men Frankenberger er ikke noget jødisk navn. Ejheller findes der spor efter en børnebidragsaftale mellem nogen Frankenberger og en Schicklgruber. Adolf Hitlers brorsøn, William Patrick Hitler, påstod i Paris Soir i 1939, at jødens navn havde været Leopold Frankenreiter; men det navn er heller ikke jødisk, og den jødiske menighed i Graz har heller ingen optegnelser om nogen Frankenberger eller Frankenreiter.